# Алачуа (окръг, Флорида)
Окръг Алачуа (на английски: Alachua County) е окръг в щата Флорида, Съединени американски щати. Площта му е 2510 km², а населението – 266 944 души (2017). Административен център е град Гейнсвил.